# Білоруське образотворче мистецтво
Образотворче мистецтво Білорусі різноманітно за стилями, напрямками та жанрами. Найцікавіші роботи білоруського живопису та скульптури різних епох можна побачити в художніх музеях країни.
Національний художній музей Білорусі має найбільшу колекцію творів мистецтва. Він активно пропагує національне мистецтво. Тут постійно проводяться виставки робіт білоруських художників.
Цікаві колекції творів білоруського мистецтва зберігаються у Вітебському обласному художньому музеї, Могильовському обласному художньому музеї, Полоцькій картинній галереї.
У багатьох районних центрах Білорусі є художні галереї, де можна побачити роботи місцевих художників.

## Графіка

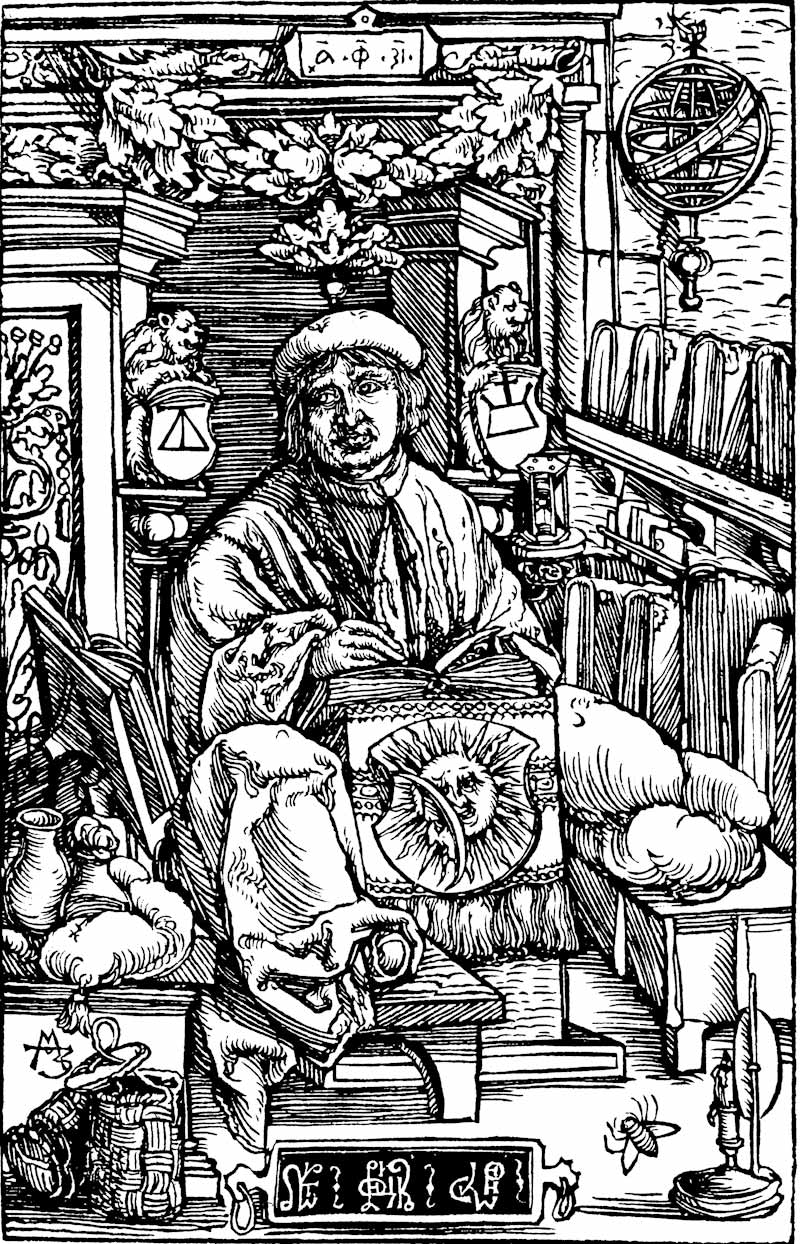
Франциск Скорина

У Білорусі графіка відома з XI — XII століть, коли гравюрами оздоблювались релігійні рукописи (Оршанське Євангеліє, Полоцьке Євангеліє, Туровське Євангеліє та інші). У зв'язку з початком та розширенням видавничої справи (діяльність Франциска Скорини та його послідовників) з'явилася друкована графіка. У XVII — XVIII ст. діапазон графіки в книжковому мистецтві Білорусі розширився.

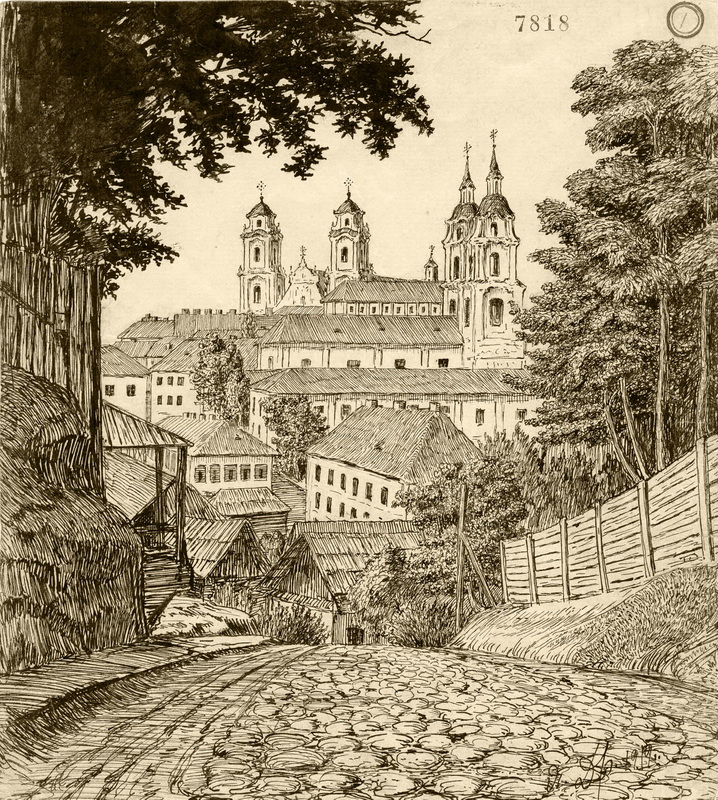
Мінськ, Троїцька гора, Йосип Дроздович, 1919 рік

З XIX ст. графіка стала використовуватися в газетах і журналах. У першій третині XX ст. видавнича справа (відомі її представники — Йосип Дроздович, Олександер Ахола-Вало, Михайло Філіпович, Борис Малкін та інші) та станкова графіка (Аркадій Остапович, Єфим Мінін, Зіновій Гарбовець та ін.) розвивалися швидко і плідно. У 1927 році найкращі зразки білоруської книжкової графіки були показані на міжнародній виставці в Лейпцигу. З 1930-х років мистецтво графіки занепадало.
У 1960 — 1970-х роках майстри білоруської графіки (Орлен Кашкуревич, Василь Шарангович, Георгій Поплавський, Євген Кулик, Микола Купава, Володимир і Михайло Басалига) зацікавились традиціями народного мистецтва, стали більше уваги приділяти історичній та культурній спадщині білоруського народу. У 1980 — 1990-х роках білоруська графіка досягла найбільших успіхів у оформленні книг для дітей та юнацтва (Валерій Славук, Микола Селещук, Володимир Савич, Микола Рижий та ін.).
У XXI столітті білоруську графіку успішно представляють такі молоді художники, як Юрій Яковенко, Павло Татарников, Роман Сустов, Андрій Ярошевич, Тамара Шелест та інші художники.

## Живопис
У Білорусі живопис як самостійний вид мистецтва почав формуватися в XI — XII століттях. Він розвинувся під значним впливом візантійського образотворчого мистецтва.

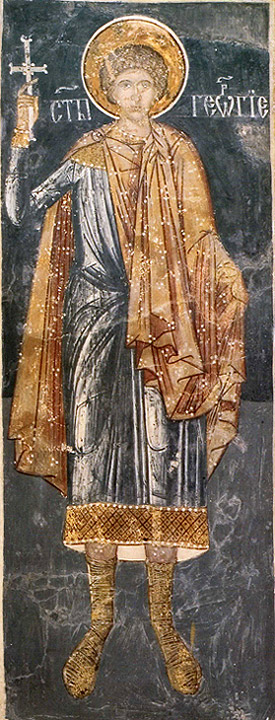
Святий Георгій. Фреска з Благовіщенського собору в Супраслі

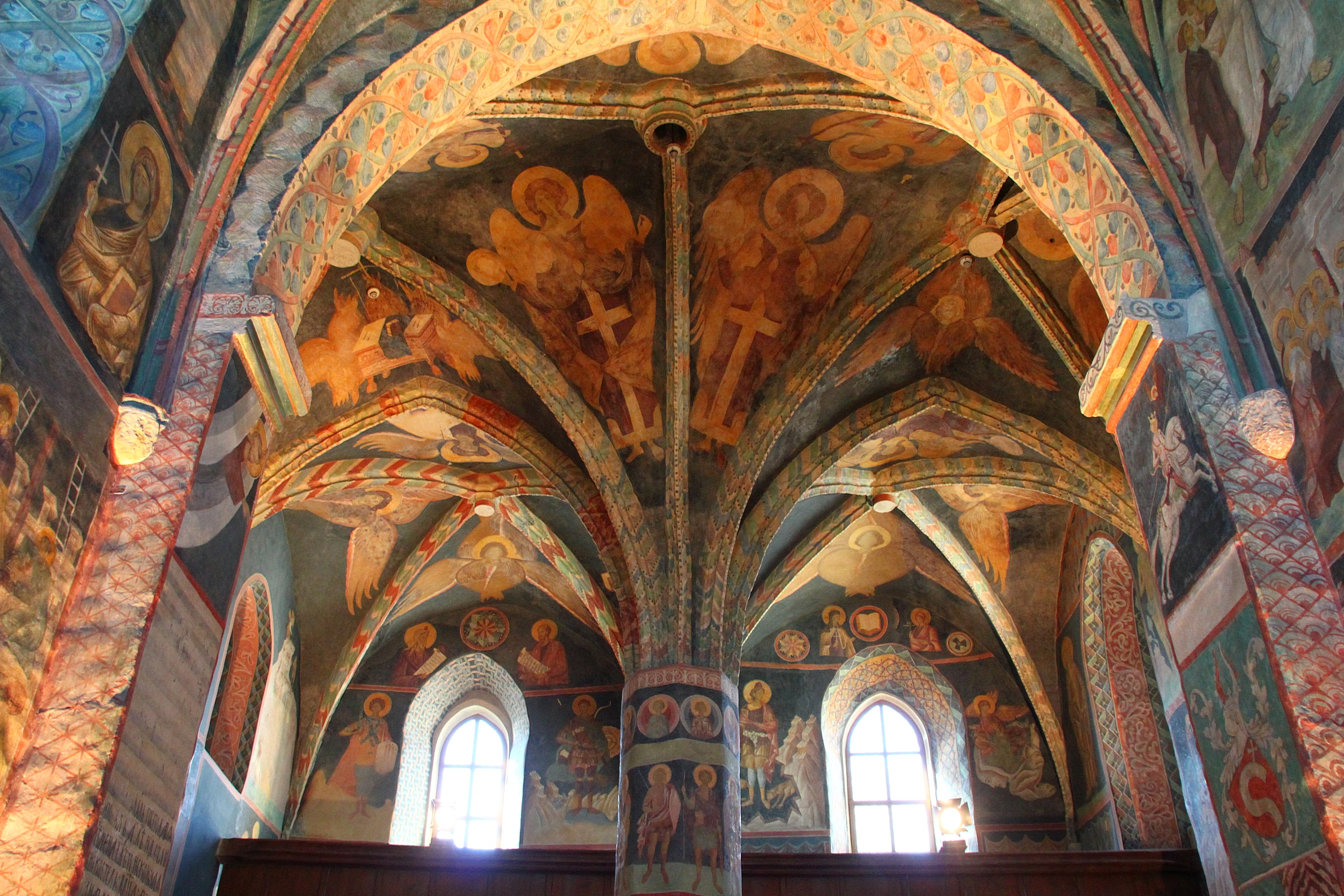
Розписи люблінської каплиці святої Трійці в Любліні

В той самий час багато фресок, створених білоруськими майстрами, збереглися в будівлях, які зараз перебувають у Польщі. У перші роки правління Ягайла до Польського королівства запрошували майстрів з російських земель. Наприклад, Ягайло привіз з Вільнюса 11 російських майстрів, і за його легендою Якуб Венджик з Білорусі був його придворним живописцем. Польський історик Ян Длугош писав, що король Владислав перед латинською мовою і мистецтвом віддав перевагу російському. Візантійська традиція XV — XVI ст. представлена циклами живопису в церквах сучасної східної Польщі: колегіальний костел у Віслі (1430-ті), каплиця св. Трійці в Люблінському замку (1418), церкви в Сандомирі (1430-ті), Благовіщенська церква в Супраслі (художник Нектарий Сербін, 1557). Ці смуги відрізняються від романо-готичних пам’яток наявністю всього спектру фресок, що покривають візантійський канон, склепіння та стіни храмів.
Білоруський монументальний живопис XIV — XVI ст. є природним продовженням традицій живопису Київської Русі та зберігає риси візантійського мистецтва: монументальність, вишуканий колорит, гармонійні пропорції та чітке зображення. Але поряд із цією тенденцією широко розвиненого мистецтва воно тісно пов'язане з демократичними ідеалами мистецтва, створеними під безпосереднім впливом народно-поетичних уявлень про красу.

### Акварель

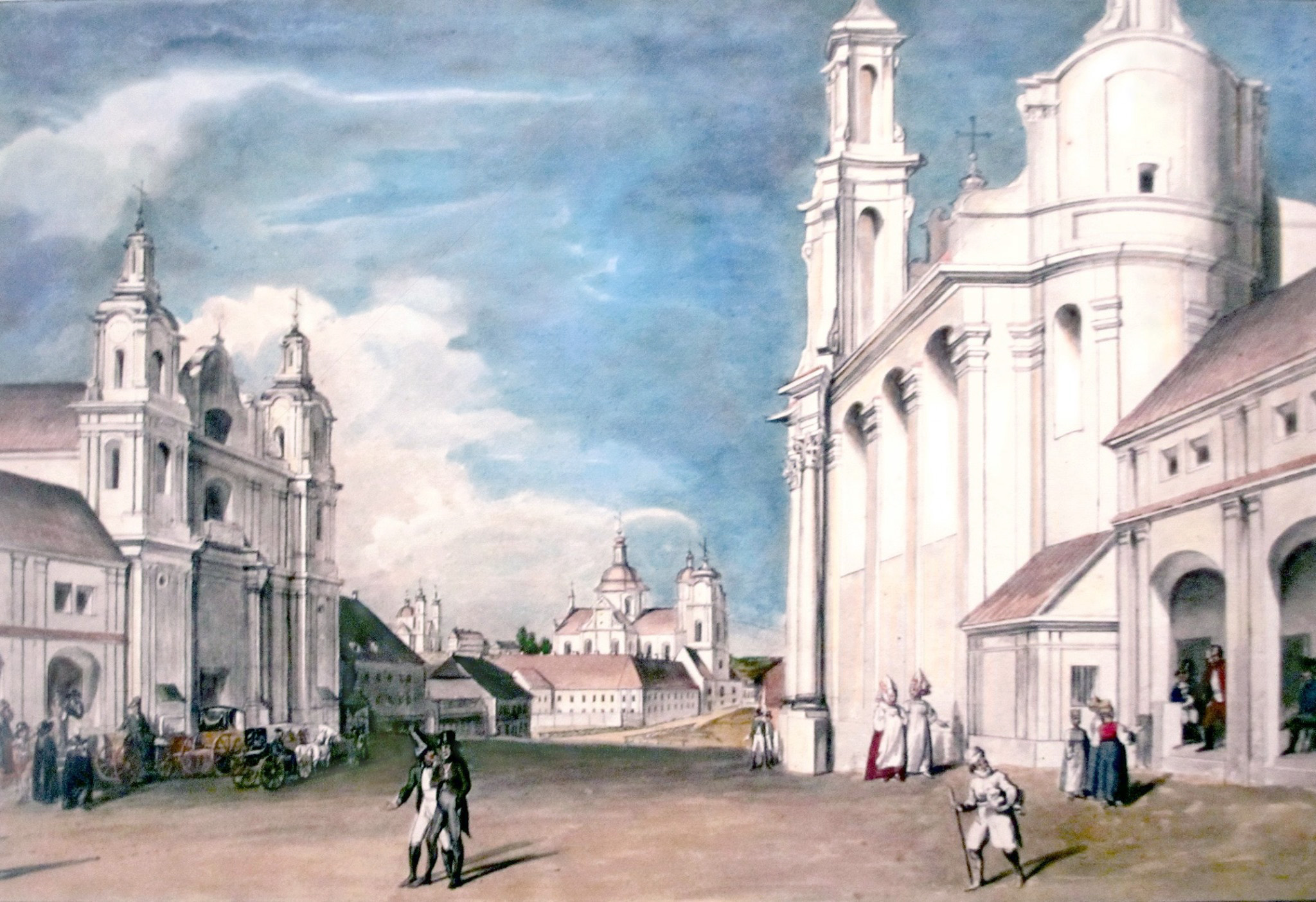
Ринкова площа Вітебська в акварелі Юзефа Пешки, XIX ст.

Є міркування, що на території Білорусі акварель використовувалась з XV ст. у мініатюрах Радзивіллівського літопису, у XVII — XVIII ст. — для розмальовки гравюр. З XVIII ст. набули широкої відомості акварельні картини білоруських пам'яток архітектури, виконані Франциском Смуглевичем і Миколою Львовем. У 1920 — 1930-ті роки аквареллю активно користувався Лев Остапович. Валентин Волков, Володимир Кудревич, М. Лебедєва, Л. Леятман, М. Малевич, Михайло Севрук, Михайло Філіпович, Надія Головченко та ін. Під час німецько-радянської війни акварелі широко використовували художники, які писали карикатури та плакати. У 1950–1960-х роках образотворче мистецтво та техніка акварелі значно розширилися, і роботи Віталія Цвірки, Володимира Стальмошонка, Л. Марчанки, Олександра Паслядовича, В. Павловца, Т. Ващанки, Івана Пратасені та інших стали відомими.

### Іконопис

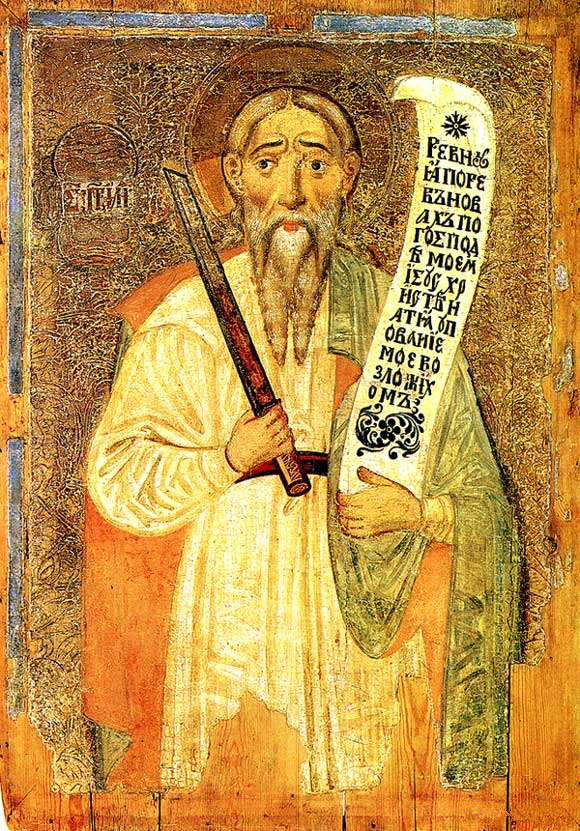
Ілля, 1668 рік

Білоруська школа іконопису — одна з унікальних складових світової художньої культури. Процес її формування та процвітання в його ідентичності розтягується на кілька століть.

## Скульптура в Білорусі

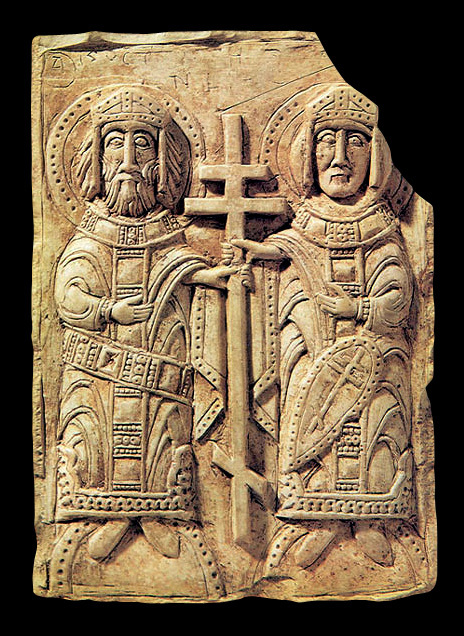
Ікона із зображенням Костянтина та Олени, Полоцьк

В монументальній скульптурі представлені багатофігурні високі рельєфи для Монументу Перемоги в Мінську (Заїр Азгур, Андрій Бембель, Олексій Глебов, Сергій Селіханов), рельєфи на Кургані Слави, в комплексах Брестської фортеці-героя (Андрій Бембель). Пам'ятники Янці Купалу (Анатолій Онікейчик, Лев Гумілевський, Андрій 3аспіцький), Якуб Колас (Заїр Азгур), а в Полоцьку — Франциско Скорина (Олексіій Глебов) та ін.

## Декоративно-прикладне мистецтво
- Витинанка
- Білоруські розписані килимки